# Canadian Lakes
Canadian Lakes é uma Região censo-designada localizada no estado americano de Michigan, no Condado de Mecosta.

## Demografia
Segundo o censo americano de 2000, a sua população era de 1922 habitantes.

## Geografia
De acordo com o United States Census Bureau tem uma área de
27,6 km², dos quais 24,6 km² cobertos por terra e 3,0 km² cobertos por água.

## Localidades na vizinhança
O diagrama seguinte representa as localidades num raio de 20 km ao redor de Canadian Lakes.